# Blacus concinnus
Blacus concinnus är en stekelart som beskrevs av Sergey A. Belokobylskij 1995. Blacus concinnus ingår i släktet Blacus och familjen bracksteklar. Inga underarter finns listade.